# Förbjuden ingång (1937)

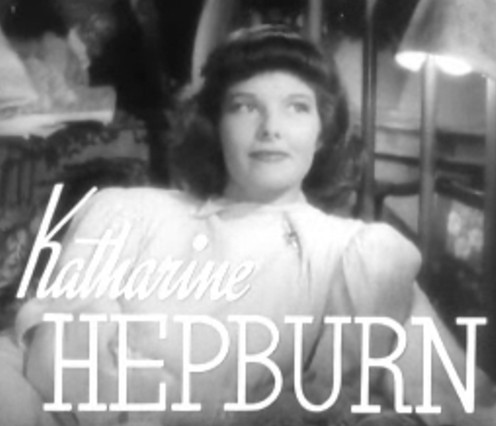
Katharine Hepburn i filmens trailer.

Förbjuden ingång (originaltitel: Stage Door) är en amerikansk dramakomedifilm från 1937 i regi av Gregory La Cava. Filmen bygger mycket löst på Edna Ferber och George S. Kaufmans pjäs Stage Door. I praktiken är det bara rollfigurernas namn som lånats från pjäsen.

## Handling
Terry Randall flyttar in på pensionat som till stor del befolkas av skådespelare och showfolk. Randall blir dock inte så populär då hon anses högfärdig, särskilt inte hos dansösen Jean som hon delar rum med.

## Rollista
- Katharine Hepburn - Terry Randall
- Ginger Rogers - Jean Maitland
- Adolphe Menjou - Anthony Powell
- Gail Patrick - Linda Shaw
- Constance Collier - Luther
- Andrea Leeds - Kay Hamilton
- Samuel S. Hinds - Henry Sims
- Lucille Ball - Judith
- Franklin Pangborn - Harcourt
- William Corson - Bill
- Pierre Watkin - Carmichael
- Grady Sutton - Butch
- Frank Reicher - teaterregissören
- Jack Carson - Milbanks
- Phyllis Kennedy - Hattie
- Eve Arden - Eve
- Ann Miller - Annie